# Списак астронома
Ово је списак астронома:
- Талес
- Клаудије Птолемеј
- Хипарх
- Хераклид
- Ератостен
- Аристарх
- Ел Фаргани
- Омар Кауам
- Никола Коперник
- Ђордано Бруно
- Исак Њутн
- Галилео Галилеј
- Вилијам Хершел
- Тихо Брахе
- Јохан Кеплер
- Карл Фридрих Гаус
- Руђер Бошковић
- Ел Кинди
- Пјер Симон Лаплас
- Ирбен Леверије
- Едмонд Халеј
- Џејмс Х. Џинс (1887—1946)
- Џон Елери Хејл
- Артур Стенли Едингтон
- Милутин Миланковић
- Едвин Хабл
- Дмитриј Максутов